# Bryan Ferry
Bryan Ferry CBE (Washington,  1945. szeptember 26. –) angol énekes-dalszerző, a Roxy Music egyik alapító tagja.

## Élete
Bryan Ferry 1945. szeptember 26-án született Washingtonban egy munkáscsalád gyermekeként. Ferry a Newcastle-i Egyetemen tanult 1964 és 1968 között, ahol a diákokból álló City Blues nevű együttes tagja volt. Később Ferry fazekasságot ment tanítani egy londoni iskolába, ahol megalapította a Banshees nevű formációt, majd a Gas Boardot. Ezeken ez együtteseken keresztül vezetett az út a Roxy Musicig.

## Diszkográfia

### Lemezek
- These Foolish Things (1973)
- Another Time, Another Place (1974)
- Let's Stick Together (1976)
- In Your Mind (1977)
- The Bride Stripped Bare (1978)
- Boys and Girls (1985)
- Bête Noire (1987)
- Taxi (1993)
- Mamouna (1994)
- As Time Goes By (1999)
- Frantic (2002)
- Dylanesque (2007)
- Olympia (2010)
- The Jazz Age (2012)
- Avonmore (2014)
- Bitter-Sweet (2018)
- Loose Talk (2025)

## Fordítás
- Ez a szócikk részben vagy egészben  a   Bryan Ferry című angol Wikipédia-szócikk fordításán alapul.  Az eredeti cikk szerkesztőit annak laptörténete sorolja fel. Ez a jelzés csupán a megfogalmazás eredetét és a szerzői jogokat jelzi, nem szolgál a cikkben szereplő információk forrásmegjelöléseként.

1. ↑  https://www.google.se/books/edition/On_Some_Faraway_Beach/fXf1EAAAQBAJ?hl=sv&gbpv=1&dq=%22ferry%22+%22kari-ann%22&pg=RA1-PT52&printsec=frontcover
2. ↑  https://www.townandcountrymag.com/leisure/arts-and-culture/g2037/jerry-hall-relationships-men/
3. ↑  https://www.theguardian.com/music/2022/jun/01/amanda-lear-the-androgynous-muse-to-dali-who-made-disco-intellectual